# 3053 Дрезден
3053 Дрезден (енгл. 3053 Dresden) је астероид главног астероидног појаса са средњом удаљеношћу од Сунца која износи 2,378 астрономских јединица (АЈ).
Апсолутна магнитуда астероида је 12,9.